# یوناس نای
یوناس نای (انگلیسی: Jonas Nay؛ زادهٔ ۲۰ سپتامبر ۱۹۹۰) یک هنرپیشه و موسیقیدان اهل آلمان است.
او به دلیل بازیگری در نقش مارتین راوخ در مجموعه تلویزیونی آلمان ۸۳ شناخته می‌شود. این اولین مجموعه تلویزیونی به زبان آلمانی است که در تلویزیون آمریکا نمایش داده شد. دو مجموعه تلویزیونی آلمان ۸۶ و آلمان ۸۹ دنباله‌های این مجموعه‌اند.

## گزیده فیلم‌شناسی
- صحنه جرم  (مجموعه تلویزیونی، ۲۰۱۲)
- ما جوان هستیم. ما قوی هستیم (۲۰۱۴)
- آلمان ۸۳ (مجموعه تلویزیونی، ۲۰۱۵)
- آلمان ۸۶ (مجموعه تلویزیونی، ۲۰۱۸)
- آلمان ۸۹ (مجموعه تلویزیونی، ۲۰۲۰)
- درس‌های فارسی (۲۰۲۰)
- چهار نفر از ما (۲۰۲۱)
- آن سوی اقیانوس اطلس (مجموعه تلویزیونی، ۲۰۲۳)